# بخش چستر، شهرستان پولک، مینه سوتا
بخش چستر (به انگلیسی: Chester Township) یک منطقهٔ مسکونی در ایالات متحده آمریکا است که در شهرستان پولک، مینه‌سوتا واقع شده‌است.
 بخش چستر ۹۳٫۱ کیلومتر مربع مساحت و ۷۹ نفر جمعیت دارد و ۳۵۲ متر بالاتر از سطح دریا واقع شده‌است.